# Cult of Static
Cult Of Static – szósty album grupy Static-X, wydany 17 marca 2009. Kontynuacja poprzedniego krążka Cannibal. Pierwszym singlem ma być utwór "Stingwray". Piosenka "Lunatic" znalazła się na ścieżce dźwiękowej filmu Punisher: War Zone.
Utwór "Tera-Fied" odnosi się do aktorki pornograficznej Tery Wray, żony lidera grupy Wayne'a Statica, zaś piosenka "Stingwray" do jej samochodu Chevrolet Corvette (aktorka wystąpiła w teledysku do tego utworu).

## Lista utworów
1. "Lunatic"
2. "Z28"
3. "Terminal"
4. "Hypure"
5. "Tera-Fied"
6. "Stingwray"
7. "You Am I"
8. "Isolaytore"
9. "Nocturnally"
10. "Skinned"
11. "Grind 2 Halt"

Dodatkowe utwory
- "W.F.O." – 3:12 (Best Buy track)
- "Looks That Kill" – 4:12 (Mötley Crüe cover) (Best Buy track)
- "Talk Dirty To Me" – 3:48 (Poison cover) (Best Buy download track)
- "Still Of The Night" – 5:03 (Whitesnake cover) (iTunes track)